# 機械惑星ガラクタニア
『機械惑星ガラクタニア』（きかいわくせいガラクタニア）は、立花未来王とダイナミックプロによる漫画作品。『コミックボンボン』で2005年10月号から2006年6月号まで連載されていた。

## あらすじ
住民のほとんどが機械・ロボットで構成されている惑星「ガラクタニア」。ある時、ガラクタニアに宇宙船が不時着。瀕死の重傷を負った一人の乗組員は、ガラクタニアの住民に「ノエル」と言う名の赤ん坊の女の子を託す。
月日は流れ、ノエルは住民達によって何事もなくすくすくと成長していった。一方、住民達はノエルが元の星に帰れるよう、大型のロケットを建造していた。しかし、ある理由でノエルを我が物にしようとする輩も暗躍し始める。
これは、ノエルを中心に少しずつ変わり始めたガラクタニアを綴った物語である。